# Bergzower Altkanal
Der Bergzower Altkanal (BAK) ist eine Wasserstraße in Sachsen-Anhalt.

## Beschreibung
Der Altkanal ist ein Teilstück des ehemaligen von 1865 bis 1872 errichteten Ihlekanals, dieser verband den Plauer Kanal mit der Elbe nördlich der Stadt Magdeburg. In den Kanalneubau wurden drei Schleusen, darunter die Schleuse Bergzow, verbaut. 1883 bis 1891 erfolgte eine Erweiterung des Ihlekanals auf eine Breite von 26,00 Meter und eine Tiefe von 2,00 Meter, sodass er von Schiffen bis zu einer Größe von einer Länge von 65,00 Meter, einer Breite von 8,00 Meter, einem Tiefgang von 1,60 Meter und einer Tragfähigkeit von circa 600 Tonnen befahren werden konnte.
Der Ihlekanal wurde mit dem Plauer Kanal zwischen 1926 und 1938 auf weiten Strecken zum Elbe-Havel-Kanal ausgebaut. Der neue Kanal wurde nicht über den gesamten Verlauf im Bett der beiden vorbestehenden gegraben. An mehreren Stellen wählte man beim Bau einen neuen Verlauf, sodass mehrere Altkanäle entstanden. Der Bergzower Altkanal ist das östliche Ende des vormaligen Ihlekanals. Seine Einmündung in den Elbe-Havel-Kanal markiert die Stelle, an welcher ebenfalls der Ihlekanal in den Plauer Kanal einmündete.
Vom Elbe-Havel-Kanal bis zur Schleuse Bergzow ist der Altkanal eine Bundeswasserstraße und Nebenwasserstraße. Er zweigt nördlich des Dorfes Bergzow vom Elbe-Havel-Kanal (EHK km 355,15) ab beziehungsweise mündet in diesen ein. Die Bundeswasserstraße Bergzower Altkanal liegt zwischen den Kilometern 28,620 und 30,980 im Verantwortungsbereich des Außenbezirks Genthin des Wasserstraßen- und Schifffahrtsamtes Spree-Havel. Im Verlauf der Bundeswasserstraße bis zur Schleuse Bergzow, in deren Unterwasser, ist der Kanal schiffbar. Die Einfahrt ist ausschließlich der Sport- und Freizeitschifffahrt gestattet, für die Berufsschifffahrt ist der Kanal gesperrt, der Tiefgang ist auf 1,30 Meter beschränkt. Der schiffbare Teil des Kanals wird im Dorf Bergzow, bei Kilometer 29,065 von der Bergzower Brücke überspannt, welche die Kreisstraße 1205 überführt.  Oberhalb der Schleuse Bergzow ist der Kanal teilweise trockengefallen und zwischen Elbe-Havel-Kanal und Schleuse nicht mehr schiffbar, Teile des ehemaligen Kanalbettes sind noch vorhanden. Sie führen jedoch nur noch abschnittsweise Wasser und wurden an einigen Stellen zugeschüttet. Die Kilometrierung des Kanals beginnt an seinem westlichen, trockengefallenen Ende und endet bei der Einmündung nördlich Bergzows.

## Bilder

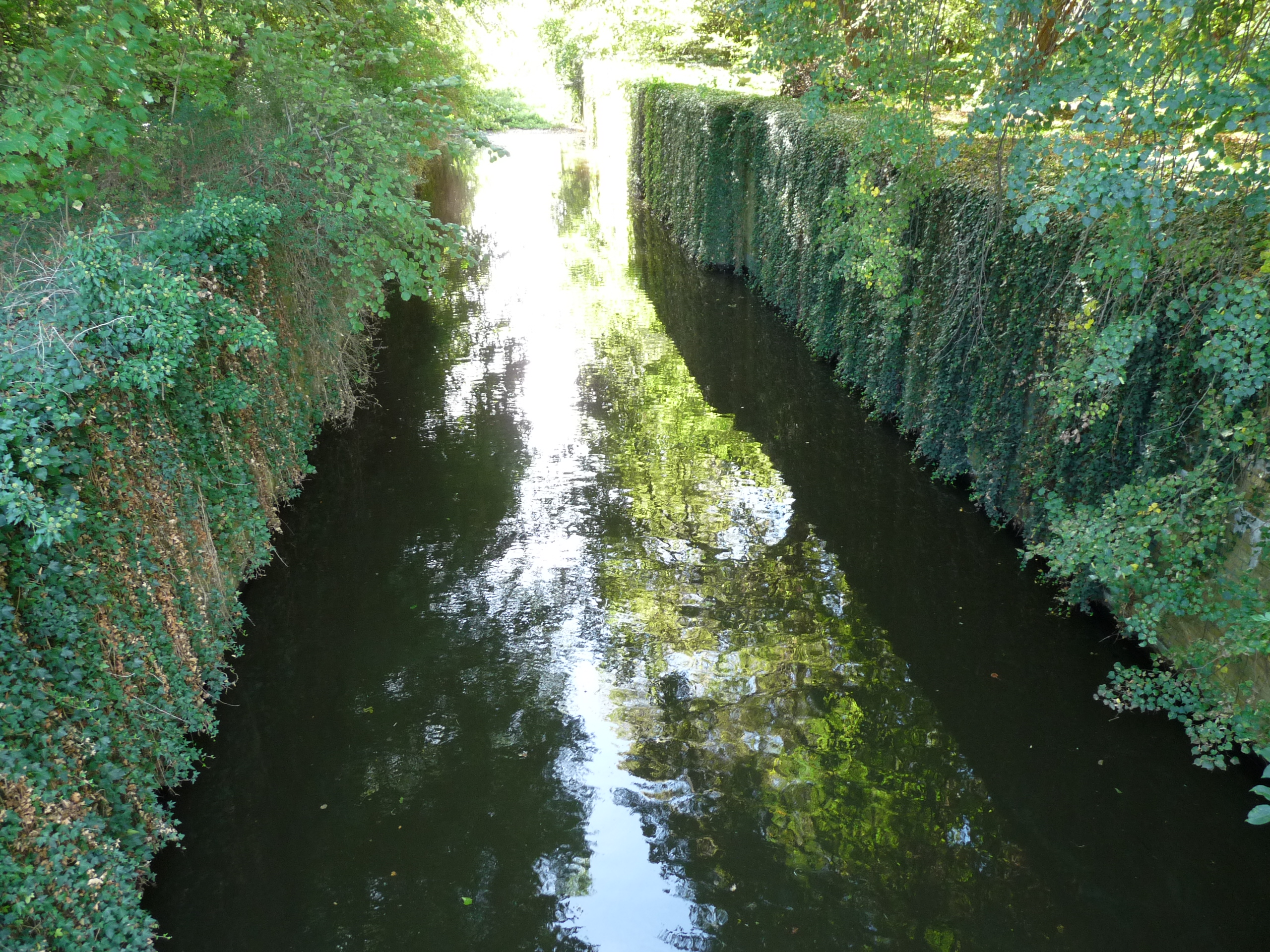
Schleuse Bergzow
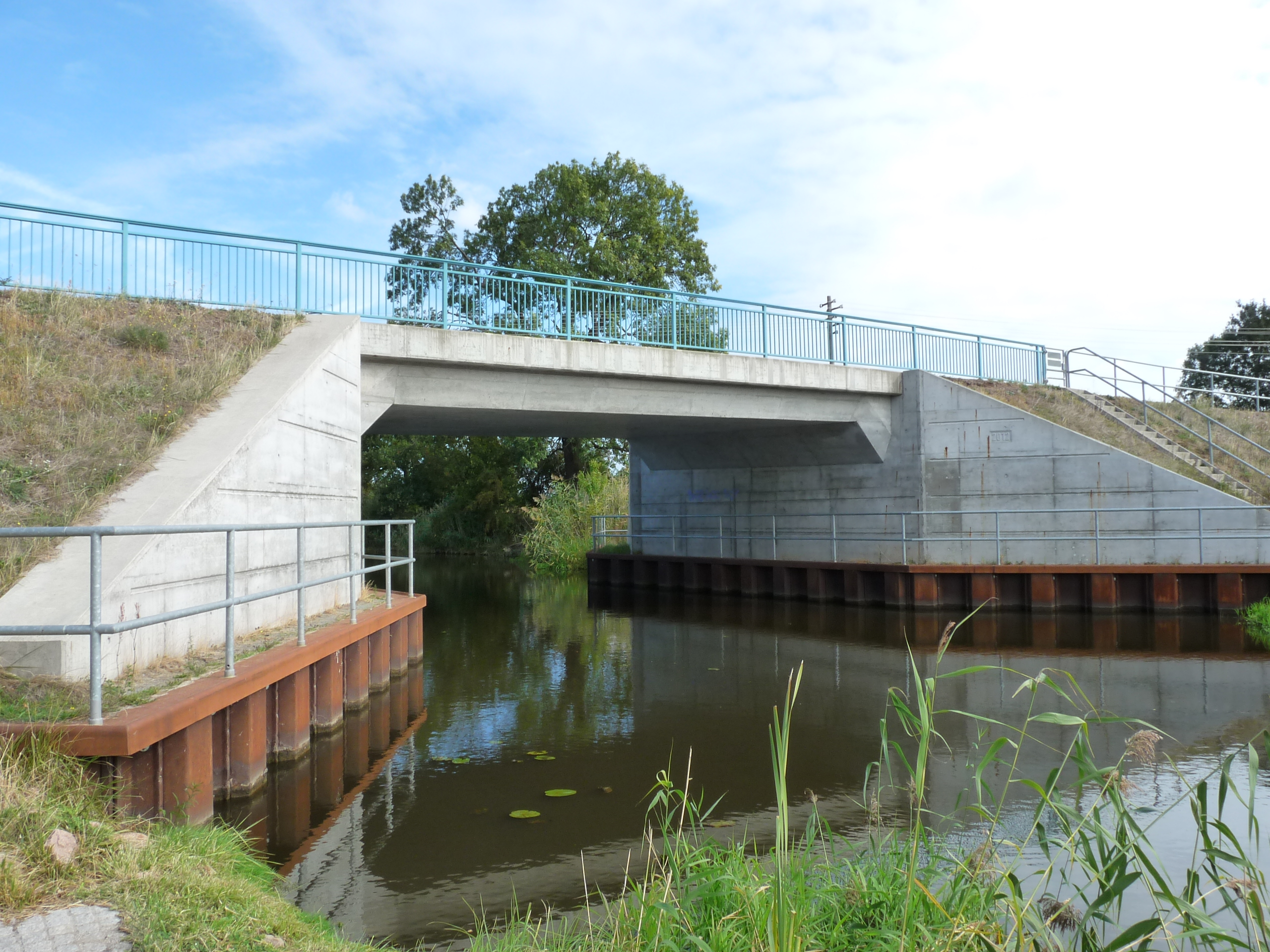
Brücke in Bergzow